# ロバート・トリート・ペイン
ロバート・トリート・ペイン（英:Robert Treat Paine、1731年3月11日-1814年5月11日）は、アメリカ合衆国マサチューセッツの政治家であり、アメリカ独立宣言に署名した。
ペインはマサチューセッツのボストンで生まれ、ボストン・ラテン学校に通った。1749年にハーバード大学を卒業し、教師をすると共に神学を学んだ。商人となり、南部の植民地、スペイン、アゾレス諸島およびイングランドを旅した。故郷に戻ると1757年または1759年にマサチューセッツの法廷弁護士として認められ、ポートランド（当時はマサチューセッツ、現在はメイン州）および後にトーントンで実務を積んだ。
1768年、ボストンで招集された植民地会議の代議員となり、1770年3月5日のボストン虐殺事件のあとでトマス・プレストン大尉とその部下のイギリス兵の告発をした。
1773年から1774年にはマサチューセッツ高等裁判所、1774年から1775年は植民地会議に務め、1776年の大陸会議にはマサチューセッツの代表となり、この時にアメリカ独立宣言に署名した。大陸会議には1774年から1778年まで務め、議論の規則作りと来るべき戦争のための火薬の確保に貢献した。1775年にはイギリス王への最後の請願、オリーブの枝請願に署名した。
1777年にマサチューセッツ下院の議長となり、1779年には執行委員会の一員、1780年に憲法草稿作成委員会の一員、1777年から1790年はマサチューセッツ検事総長、1790年から1804年はマサチューセッツ州最高裁判所の判事を務め、その後引退した。1814年に83歳で死に、ボストンのグラナリー埋葬地に埋葬された。ペインを記念する銅像がトーントンの教会緑地に建てられた。
ペインは初期アメリカの開拓者ロバート・トリートの子孫である。
ペインは現代のアメリカ俳優トリート・ウィリアムズの母系の先祖であり、その名前の元になっている。

## 大衆文化の中の肖像
HBOの2008年のミニシリーズ、『ジョン・アダムズ』にロバート・トリート・ペインが登場する。エピソード1では、ボストン虐殺事件に関わったイギリス兵を告発する。法廷で敗訴となり、ペインとその仲間はアダムズの家を訪れ、その支持を得ようとし、イギリスに対抗する立場を採る際に公平な党派としてアダムズの信頼度を使おうとする。